# Sirnarasa (Cikakak)
Sirnarasa is een bestuurslaag in het regentschap Sukabumi van de provincie West-Java, Indonesië. Sirnarasa telt 5436 inwoners (volkstelling 2010).